# Konventionen till skydd för alla människor mot påtvingade försvinnanden
Konventionen till skydd för alla människor mot påtvingade försvinnanden antogs av FN:s generalförsamling i december 2006. Den öppnades för signerande 6 februari 2007 och trädde i kraft 23 december 2010. Konventionen innebär ett förbud mot påtvingade försvinnanden och kidnappning som enligt dess artikel 6 i organiserad form räknas som brott mot mänskligheten. Syftet är att förebygga, undersöka, förhindra och återgälda offer som blivit bortförda mot sin vilja.

## Historia
En bidragande orsak till konventionen var det så kallade smutsiga kriget under den argentinska militärjuntan 1976–1983 där drygt 30 000 människor beräknas ha försvunnit som del av statens kamp mot vänsteroppositionen. Det smutsiga kriget var den del av Operation Condor som präglades i störst utsträckning av påtvingade försvinnanden men fenomenet var mycket vanligt även på andra håll i Syd- och Mellanamerika under kalla kriget. På senare år har det förknippats exempelvis med CIA:s uppmärksammade illegala fångtransporter som del av USA:s krig mot terrorn.
FN:s kommission för mänskliga rättigheter började arbetet med målet att författa ett juridiskt bindande dokument angående påtvingande försvinnanden år 2001 mot bakgrund av bland annat Generalförsamlingens resolution 47/133 år 1992.

## Medlemsstater
När konventionen öppnades för signerande i februari 2007 skrev 57 stater under. Konventionen har sedan februari 2022 undertecknats av 98 av FN:s medlemsstater varav 67 har ratificerat den. Ytterligare fyra har i efterhand anslutit sig till konventionen.

### Sverige
Sverige undertecknade konventionen vid dess öppnande i Paris år 2007 men har därefter inte ratificerat den. 2019 fick Sverige kritik av FN:s högkommissarie för mänskliga rättigheter för att man inte ratificerat konventionen.

## Uppföljning
Konventionens artikel 26 ligger till grund för FN:s kommitté mot påtvingade försvinnanden som enligt artikel 31 ska ha rätt att undersöka brott mot konventionen begångna av en medlemsstat mot en egen medborgare. Enligt artikel 32 ska kommittén ha rätt att undersöka brott begångna av en medlemsstat anmälda av en annan medlemsstat. Erkännande av dessa två artiklar är frivilligt för samtliga konventionens medlemsstater och i dagsläget har totalt 16 länder underställt sig kommitténs undersökningsrätt.
De länder som har ratificerat konventionen måste lämna in en rapport till Kommittén mot påtvingade försvinnanden inom två år. Dispyter mellan medlemsstater gällande tolkningen av konventionen skall enligt dess artikel 42 avgöras i Internationella domstolen i Haag.